# 哈剌旭烈
哈剌旭烈（Qara Hülëgü，？—1252年），察合台的孙子，抹土干最幼子，察合台汗国的第二任可汗。
哈剌旭烈之父抹土干在范延堡之战战死，察合台晚年，哈剌旭烈受命监国。1241年，察合台遗命支持哈剌旭烈继位。蒙古帝国大汗贵由与察合台的第五子也速蒙哥亲善，说察合台舍子传孙不对，于1246年废黜了哈剌旭烈，册立也速蒙哥为可汗。哈剌旭烈在蒙古大汗夺位斗争中支持拖雷系的蒙哥，也速蒙哥支持窝阔台系的失烈门。蒙哥在1251年继位为大汗，于是支持哈剌旭烈回国夺取汗位。哈剌旭烈在途中去世，其妻兀鲁忽乃到达虎牙思，杀死也速蒙哥。之后，其子木八剌沙为汗，兀鲁忽乃摄政。

## 延伸阅读
[在维基数据编辑]
 《新元史/卷107》，出自柯劭忞《新元史》